# Guvernantka
Guvernantka, zastarale guvernanta, dříve gouvernante [guvernant] (z lat. gubernare = vést, řídit, srovnej gubernátor, guvernér) byla vychovatelka dětí v bohatších rodinách.

## Známé historické guvernantky
- Baronka Louise Lehzenová, guvernantka a vychovatelka princezny Viktorie z Kentu, pozdější důvěrnice a sekretářka Královny Viktorie.

## Guvernantky v umění
Postavy guvernantek v literárních dílech (v závorce uvedena autorka):
- Jana Eyrová (Charlotte Brontëová)
- Agnes Grey (Anne Brontëová)
- Mary Poppins (Pamela Lyndon Traversová)